# Dactylomys dactylinus
O toró (Dactylomys dactylinus) é um roedor sul-americano da família Echimyidae.

## Endemismo
Ocorre no Brasil, Bolívia, Colômbia, Equador e Peru. A espécie possui o focinho largo e curto, cauda nua, pelagem dorsal olivácea e partes inferiores brancas, sendo um animal arborícola e noturno. É notável pela emissão de um grito característico.

## Nomes vernáculos
- Língua kwazá[2]: kurukuru